# Mercy Tagoe
Mercy Tagoe, verheiratete Mercy Tagoe-Quarcoo (auch: Mercy Tagoe-Quarcoe; * 5. Februar 1978), ist eine ehemalige ghanaische Fußballspielerin, Fußballschiedsrichterin und heutige -trainerin.

## Karriere
Tagoe kam während ihrer Vereinskarriere für die Bluna Ladies (1999) zum Einsatz. Die Abwehrspielerin nahm mit der ghanaischen Nationalmannschaft („Black Queens“) an den Weltmeisterschaften 1999 teil und bestritt dabei eine Partie. Nach den Weltmeisterschaften 2003 beendete Tagoe ihre Spielerkarriere.
1995 begann die Ghanaerin ihre Karriere als Schiedsrichterin, bei der U-20-Weltmeisterschaft der Frauen 2010 wurde sie zweimal als Hauptschiedsrichterin – in den Partien Nordkorea gegen Neuseeland (2:1) und Japan gegen England (3:1) – sowie viermal als vierte Offizielle eingesetzt, darunter im Spiel um Platz 3 zwischen Südkorea und Kolumbien (1:0). Im Mai 2012 gab Tagoe aufgrund der zunehmenden Gewalt gegenüber Schiedsrichtern das Ende ihrer Karriere als Spielleiterin bekannt. Nachdem Tagoe bereits Ende 2013 beim Zweitligisten Amidaus Professionals aus Tema als Assistenztrainerin angestellt war, wurde die Inhaberin einer A-Trainerlizenz der CAF im Juli 2016 zur Cheftrainerin der Mannschaft befördert und damit die erste Frau des Landes auf einem solchen Posten.
Nachdem sie schon 2018 interimsweise die Ghanaische Nationalmannschaft der Frauen übernommen hatte, übernahm sie diese Rolle 2019 komplett.
Tagoe studierte an der University of Education, Winneba, und arbeitet als Feuerwehroffizierin.